# المصادم الخطي الدولي
المصادم الخطي الدولي (بالإنجليزية:( International Linear Collider (ILC) هو مشروع معجل خطي كبير للجسيمات الأولية ، إلا أنه تمويله ومكان إنشائه غير محددين الآن نظرا لوجود مصادم الهدرونات الكبير LHC الذي يشابهه في طريقة الأغراض العلمية .
بعكس معجل الهادرونات الكبير الذي يعجل البروتونات، سوف يعمل المصادم الخطي على تسريع الإلكترونات والبوزيترونات إلى نحو 500 جيجا إلكترون فولت إلى 1000 جيجا إلكترون فولت ثم تسليطهما على بعض للاصطدام ودراسة نواتج تلك الاصطدام . وهذه الطاقة تفوق ما أجراه العلماء حتي الآن على المصادم السابق المسمى Large Electron-Positron Collider الذي بلغت طاقته 209 جيجا إلكترون فولت.

## معرض صور

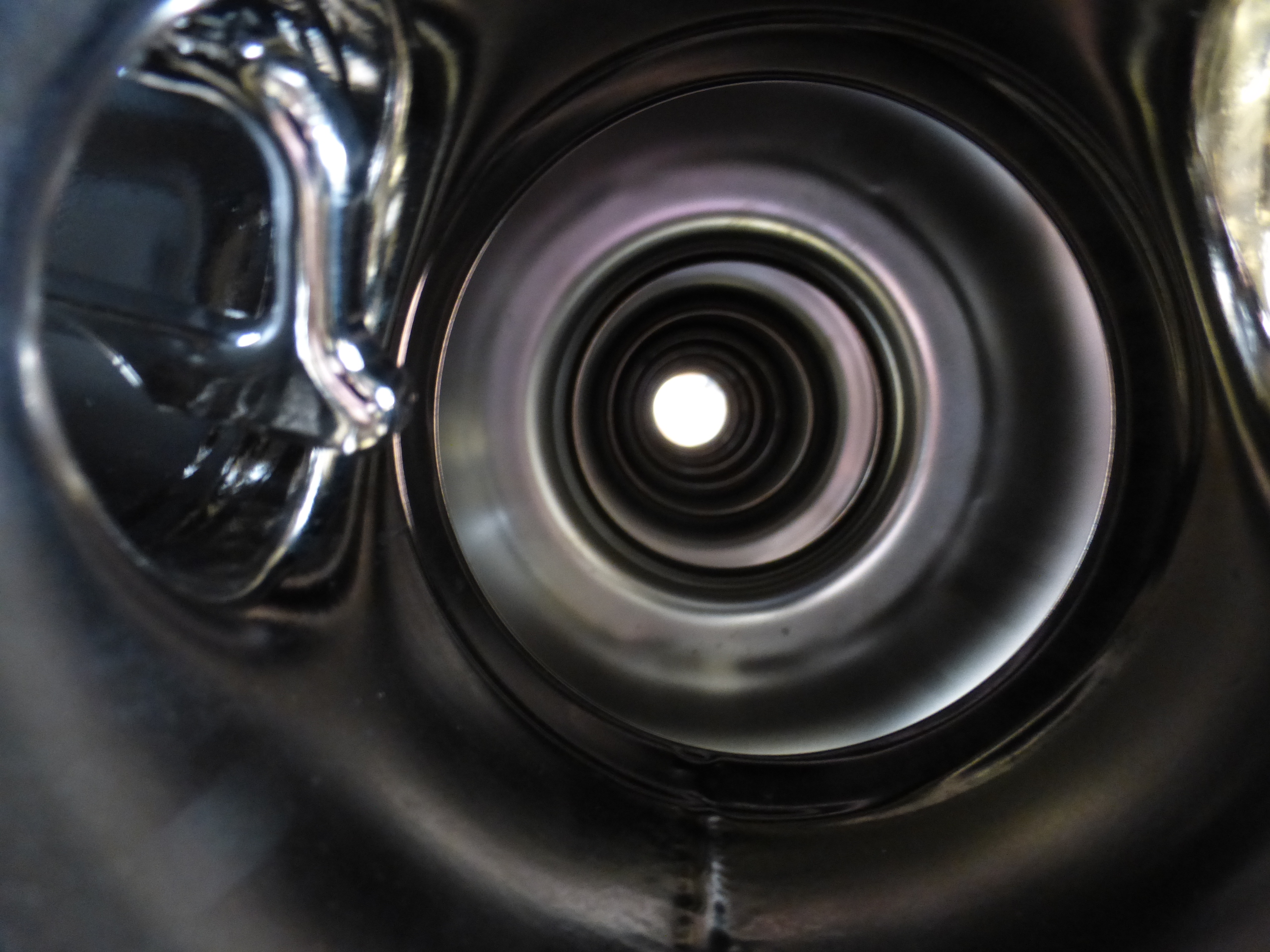
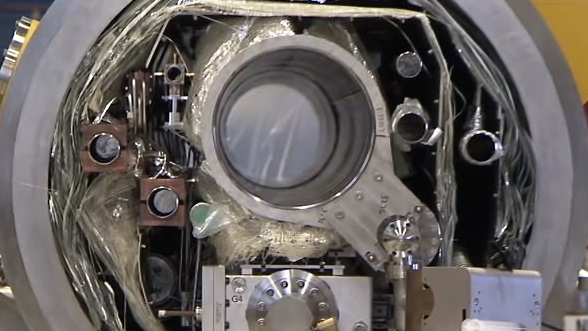
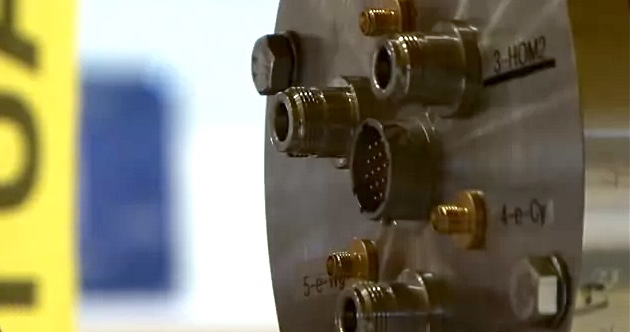
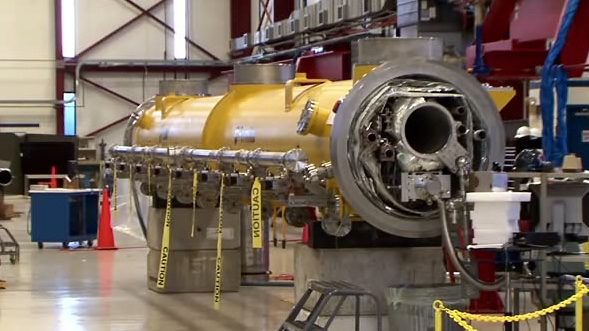
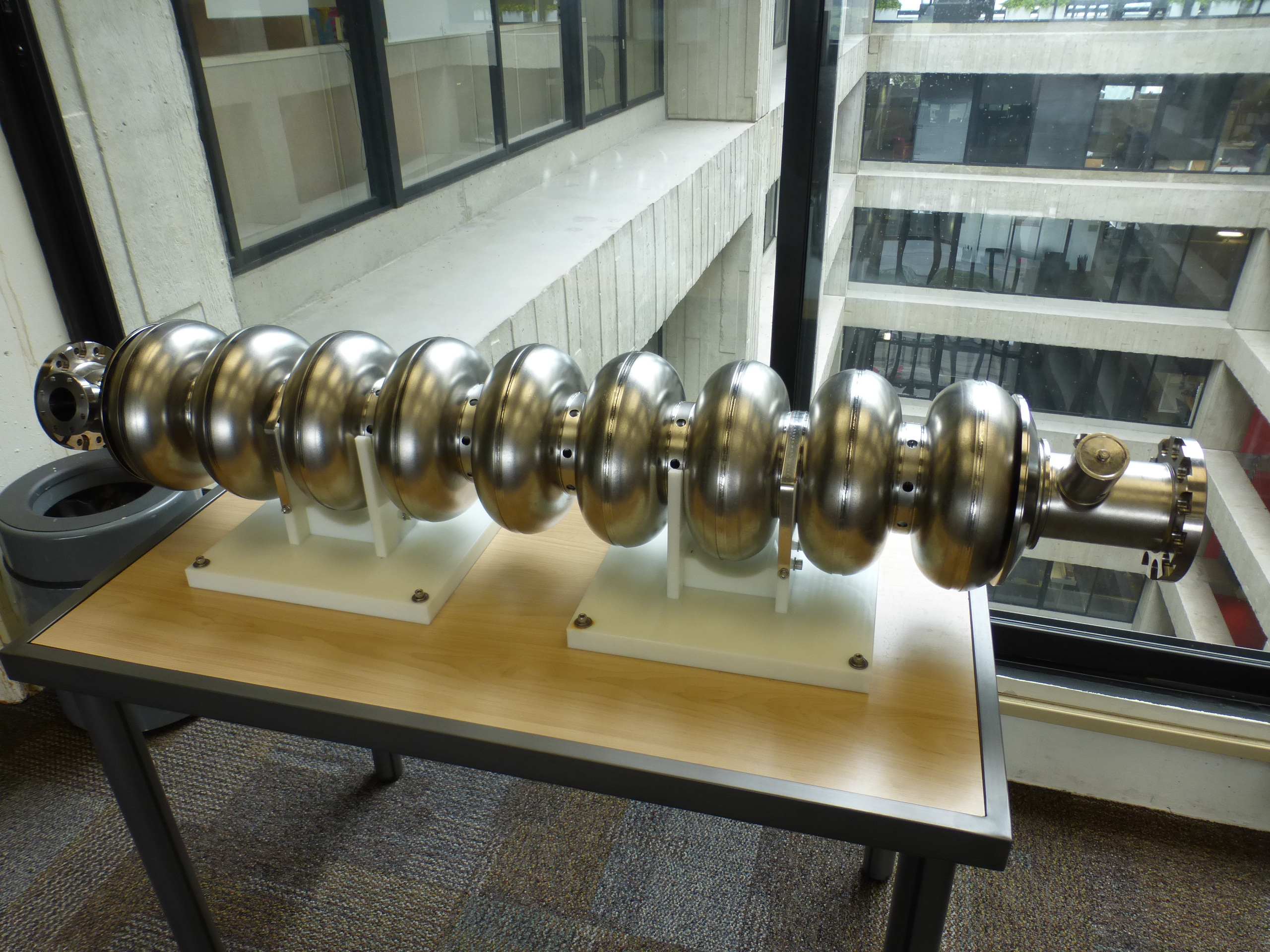